# دراجون فاير
دراجون فاير (بالإنجليزية: DragonFire)‏ هو سلاح طاقة موجهة بالليزر. كُشف عنه أول مرة للجمهور في عرض تقني في عام 2017 في مؤتمر معدات الدفاع والأمن الدولي (DSEI) في لندن وتطوره بواسطة UK DragonFire، وهو تعاون يتكون من MBDA UK وLeonardo UK وQinetiQ ومختبر العلوم والتقنية الدفاعية. ومن المتوقع أن تدخل النسخة الإنتاجية الخدمة في عام 2027 على متن سفن البحرية الملكية.

## التطوير
عُرض السلاح لأول مرة علنًا في المؤتمر الدولي لمعدات الدفاع والأمن لعام 2017 في لندن. وكان من المقرر إكمال النموذج التقني بشراكة بين وزارة الدفاع البريطانية والقطاع الخاص. دراجون فاير هو نتيجة عقود بقيمة 100 مليون جنيه إسترليني - منها 30 مليون جنيه إسترليني منحها برنامج أبحاث المستشار العلمي الرئيسي لوزارة الدفاع - من شركات مختلفة، بقيادة شركة إم بي دي إيه البريطانية مع شركة كينيتيك، وليوناردو، وجي كي إن، وأركي، وبي إيه إي سيستمز، ومارشال لاند سيستمز المشاركة، لتطوير نموذج لعرض التقنية.
كان من المقرر أن تبدأ التجارب في عام 2018، يليها عرض تقني في عام 2019؛ إلا أن جائحة كوفيد-19 والمشاكل الفنية تسببت في تأخيرات. نُشر في النهاية في تجارب في عام 2022 في الميدان في جزر هبريدس الخارجية في اسكتلندا. وبحسب شركة MBDA، فإن هذه التجارب الأولية منخفضة الطاقة أثبتت قدرة دراجون فاير على تتبع الأهداف الجوية والبحرية بدقة عالية بشكل استثنائي. تبع ذلك تجارب عالية الطاقة في نوفمبر 2022، حيث انخرط السلاح في اشتباك مع أهداف باستخدام الليزر عالي الطاقة في سيناريوهات تمثيلية من الناحية التشغيلية. اشتبك دراجون فاير في تدريبات ضد هدف جوي في اسكتلندا في يناير 2024. صرحت وزارة الدفاع: "إن مدى دراجون فاير سري، لكنه سلاح خطي الرؤية ويمكنه التعامل مع أي هدف مرئي. الدقة المطلوبة تعادل ضرب عملة بقيمة 1 جنيه إسترليني (23 ملم) من مسافة كيلومتر واحد." وفقًا لمقالة على موقع فري ثينك، "في 8 نوفمبر 2022، كشف أن سلاح الليزر الذي تبلغ قيمته 115 مليون دولار قد أُطلق بقوة عالية على أهداف، بما في ذلك طائرة مسيرة ومعادن مثل تلك المستخدمة في هياكل السفن، على مسافات تصل إلى 2.1 ميل." وقد اختُبر ضد قذائف الهاون والطائرات المسيرة، ورُكب على مركبة مدرعة من طراز ولفهاوند. تزعم وزارة الدفاع البريطانية أن إطلاق السلاح لمدة 10 ثوانٍ يكلف 10 جنيهات إسترلينية فقط لكل طلقة أو ما يعادل تشغيل سخان لمدة ساعة واحدة.
في أبريل 2024، أعلنت وزارة الدفاع أن قواعد المشتريات الجديدة أدت إلى زيادة معدل تطوير السلاح، ونتيجة لذلك، من المتوقع أن يكون في الخدمة على متن سفن البحرية الملكية اعتبارًا من عام 2027 بدلًا من عام 2032. صرح وزير الدفاع البريطاني جرانت شابس أن النسخة المبكرة من السلاح يمكن أن تستخدمها أوكرانيا ضد روسيا كجزء من الحرب الروسية الأوكرانية.
في مارس 2025، أُعلن عن تخصيص المزيد من الموارد المالية لتسريع إدخال نظام دراجون فاير إلى الخدمة؛ إذ سيضاف النظام إلى 4 سفن حربية بريطانية بدلًا من واحدة بحلول 2027.

## الخصائص
يستخدم دراجون فاير تقنية جمع الشعاع الرائدة في المملكة المتحدة لتقديم شعاع ليزر بكثافة طاقة متزايدة وأوقات هزيمة مخفضة ومدى فعال متزايد. ويتحقق ذلك، جزئيًّا، من خلال استخدام عشرات الألياف الزجاجية؛ التفاصيل التقنية لا تزال سرية. يُثبَّت الليزر وأنظمة الاستهداف المرتبطة به، بما في ذلك الكاميرا الكهروضوئية والليزر الثاني منخفض الطاقة للتصوير والتتبع، على برج. يقال إن الليزر ينتمي إلى فئة 50 كيلو وات وهو مصمم للدفاع عن الأهداف البرية والبحرية من التهديدات مثل الصواريخ وقذائف الهاون. يمكن تلبية احتياجاته من الطاقة من خلال نظام تخزين طاقة العجلة الدوارة (FESS)، وهو ابتكار مشترك بين المملكة المتحدة والولايات المتحدة قيد التطوير حاليًا. إن مدى السلاح يعتبر من المعلومات السرية غير المعلنة. تعتبر تكلفة إطلاق النار منخفضة للغاية؛ حيث ذُكر أنها تبلغ 10 جنيهات إسترلينية فقط.
تخطط المملكة المتحدة لاستخدام أسلحة الليزر عالية الطاقة، مثل دراجون فاير، على متن السفن الحربية المستقبلية للبحرية الملكية، والمركبات المدرعة للجيش البريطاني، والطائرات المقاتلة التابعة للقوات الجوية الملكية، بما في ذلك بي أيه إي سيستمز تيمبست؛ وتهدف إلى عرض هذه المبتكرات على متن فرقاطة من طراز Type 23 ومركبة مدرعة من طراز وولفهاوند. 

## المشغلون

### المشغلون المستقبليون
المملكة المتحدة
- البحرية الملكية (من 2027)